# Michael Z. Gordon
Michael Zane Gordon (4 de abril de 1941) es un guionista, productor, músico y compositor estadounidense.

## Biografía
Nació en Mineápolis, Minnesota y creció en Rapid City, Dakota del Sur. En 1957 se mudó junto a su familia a Glendale, California y poco después se trasladaron a Los Ángeles.
Gordon, músico autodidacta, formó su primera banda de rock, The Marketts en 1961.  Escribió y coprodujo la primera canción exitosa de la banda, "Surfer's Stomp", poco después de que se formara el grupo. Ese mismo año la banda firmó con el productor Joe Saraceno bajo el sello Warner Bros. En 1962 formó una segunda banda, The Routers. The Routers y Marketts eran contemporáneos y Gordon trabajó con ambos grupos durante el mismo período de tiempo utilizando diferentes músicos para cada grupo. The Routers alcanzaron el éxito en 1962 con el sencillo, "Let's Go (Pony)".
Mientras estaba de gira con The Routers, Gordon escribió el primer lanzamiento de The Marketts con el sello Warner Bros., "Outer Limits" (más tarde cambiado a " Out of Limits " por razones legales). La canción vendió más de un millón de copias, encabezó las listas de éxitos en todo Estados Unidos, y le valió a Gordon un premio BMI. " Out of Limits " ha sido utilizada en numerosas bandas sonoras de películas de cine y televisión, entre ellas; Pulp Fiction (1994), Slayground (1983), The Outsiders (1983) y Mafioso: The Father, the Son, (2004). La música de The Markett también aparece en "Saturday Night Live", The Name of the Game is Kill (1968), A Killing on Brighton Beach (2009), y Dirty Little Trick (2011), entre otros.
En 1966 regresó a Hollywood y se asoció con Jimmy Griffin. Juntos escribieron más de sesenta canciones, de las cuales 51 fueron grabadas por artistas exitosos de la década de 1960. Gordon está acreditado como autor o coautor de 179 canciones. Muchas de ellas han sido grabadas por artistas como Cher, The Standells, Lesley Gore, Gary Lewis y Brian Hyland. Las canciones de Gordon, particularmente "Surfer's Stomp", "Let's Go" y "Out of Limits", han aparecido en numerosos programas de televisión y películas, incluidos The Outsiders, Pulp Fiction, entre otros.
Gordon también es conocido por su trabajo en la producción de cine y televisión. Tiene créditos como productor de cine, compositor, productor musical y guionista. Entre sus composiciones musicales destacan el relanzamiento de The Outsiders (2005), 21 Jump Street (1987), Married... with Children (1987), The Wonder Years (1988), Angels in the Endzone (1997) o From De la Tierra a la Luna (1998).
Su carrera como productor abarca títulos como Narc (2002) protagonizada por Ray Liotta y Jason Patric, In Enemy Hands (2004), protagonizada por William Macy y Lauren Holly, Shortcut to Happiness (2004), protagonizada por Anthony Hopkins, Alec Baldwin, Jennifer Love Hewitt y Dan Aykroyd, Silent Partner (2005), protagonizada por Tara Reid y Nick Moran, Shattered (2008), Jack y Jill contra el mundo (2008), protagonizada por Freddie Prinze Jr., Taryn Manning y Peter Stebbings .
Gordon reside en el área de Los Ángeles. Se ha retirado principalmente del negocio del cine y la música.